# Schoenleestbijl

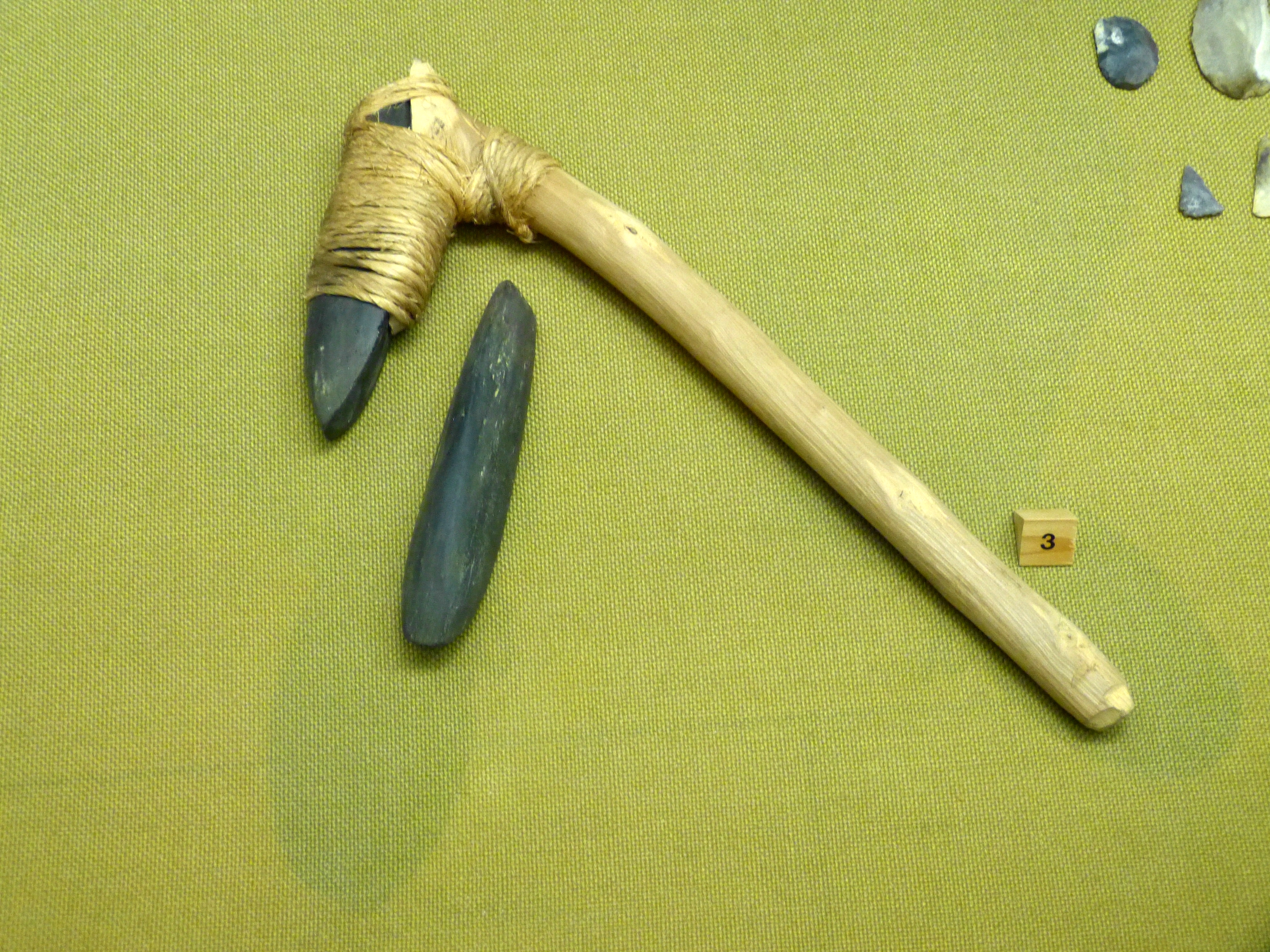
reconstructie van een schoenleestbijl

Een schoenleestbijl (Duits: Schuhleistenkeil) is een prehistorische, lange en dunne gepolijste stenen bijl gebruikt voor het vellen van bomen en houtbewerking. Ze zijn met name karakteristiek voor de vroeg-neolithische bandkeramische cultuur en verwante culturen.
Ze zijn min of meer vierkant in doorsnede met een afgeronde top, waardoor ze enigszins lijken op schoenmakersleesten. Als materiaal werd bij voorkeur amfiboliet gebruikt; soms ook basalt. De bijlvatting bestaat meestal uit een kniehout, een stok met aan een einde een korte zijtak. 
Neolithische stenen bijlen werden oorspronkelijk verdeeld in twee typen. Als de breedte groter was dan de lengte sprak men van vlakbijlen (Flachhacken), als de lengte groter was dan de breedte van schoenleestbijlen. Later werden nog meerdere onderverdelingen voorgesteld, welke typologieën echter geen chronologische betekenis bleken te hebben.
De gepolijste stenen bijl was van grote betekenis bij de introductie van de neolithische levenswijze in het Europa van het 6e millennium v.Chr. Ze werd gebruikt voor het ontginnen van landbouwgrond en het bouwen van huizen, alsook het vervaardigen van landbouwwerktuigen en andere houten voorwerpen.
De  vorm en het verweringspatroon tonen dat de schoenleestbijlen als dissels gebruikt werden om bomen te vellen en hout te bewerken. Bij gelegenheid werden ze ook als wapens gebruikt, zoals ingeslagen schedels gevonden bij Schletz (Oostenrijk) en Talheim (Duitsland) laten zien. In het verleden werd wel gedacht dat schoenleestbijlen als hakken gebruikt werden, maar de verweringspatronen ondersteunen deze theorie niet.
Aan het einde van de bandkeramische periode, omstreeks 5000 v.Chr., vindt men de eerste stenen bijlen met heftgaten.